# ISLAND (遊戲)
《ISLAND》是FrontWing在2016年4月28日發售的美少女戀愛養成游戲。2017年2月23日發售PlayStation Vita版本。2018年6月28日發售PlayStation 4版本。2018年8月24日發售Steam版，支持英文和日文，中文版于2018年11月15日提供。
全12集電視動畫於2018年7月至9月播放。

## 故事簡介

### 设定
游戏设定于位于日本的虚构岛屿“浦岛”。浦岛当地存在着称为“煤纹病”的致命疾病，其虽不具有传染性，但是患有该病的患者照射到阳光之后皮肤便会发黑脱落，严重者会危及生命。在游戏中，该病可以通过药物缓解症状，但无法根治。在浦岛的附近有一座无人岛屿“暴龙岛”。
在游戏中，地球以四万年为周期经历冰川期。在冰川期当中，人类文明衰落，幸存的人类被迫进入名为“ISLAND”的人造避难设施生活。在ISLAND中生活的居民受到教会的管理，粮食等资源的获取被严格限制，只有拥有名牌的居民才可获得粮食分配和寻找工作的权利。但因为资源短缺，教会停止为新生儿发放名牌，导致许多儿童没有名牌无法生存，被迫成立地下组织反抗教会。
此外，在游戏中还存在着若干与当时科技水平不相当的技术，其中之一为“冷冻睡眠装置”。乘坐此装置的人将会被冷冻睡眠，并在指定时间后自动解冻。该装置最多能一次性让乘坐者冷冻两万年。在乘坐期间，乘坐者的生命得到维持，生长与衰老过程也会被暂停，但乘坐者会失去记忆。

### 故事

#### 夏篇
故事发生在1999年夏天。失去记忆的主人公漂流至浦岛，于海滩上醒来。他被当地地位显赫的御原家收留，担任家主玖音和她的女儿凛音的仆人，并得名三千界切那。他结识了当地镇长的女儿枢都夏莲和当地神社的巫女伽蓝堂纱罗。切那得知当地存在一种特殊疾病“煤纹病”，而凛音误认为自己身患此病而拒绝在白天活动。切那、纱罗和夏莲三人经过努力成功让凛音克服内心的恐惧在白天参加露天派对，玩家此时可选择与纱罗或夏莲拉近关系，进入对应角色的线路。玩家在完成了上述二人的线路后便可与凛音拉近关系，开启游戏的主要剧情。
在凛音的线路中，主人公得知凛音在五年前邂逅了居住在附近小屋的一位名叫“切那”的男孩并坠入爱河。一天二人落海并漂流至附近的暴龙岛上，凛音后来回到浦岛但切那不知所踪，遂每日在沙滩寻找切那并认定漂流到浦岛的主人公就是她所爱的“切那”。一天，凛音得知主人公很可能曾返回过去在暴龙岛上杀害了真正的切那并将凛音送回浦岛，导致凛音精神崩溃，试图前往暴龙岛再次返回过去杀害过去的凛音以报复主人公，迫使主人公追到暴龙岛去解开误会，并发现时空穿越根本不存在。二人乘独木舟返回浦岛，但中途凛音跳海自杀。
在夏篇的结尾，玖音告诉切那，凛音实际上在暴龙岛上存放的一个冷冻睡眠装置中沉睡了五年，直到两个月前才被玖音救回，而真正的切那死在了暴龙岛上。玖音最初只是御原家的女仆，十年前真正的玖音跳海自杀，玖音顶替了她的身份至今。切那乘上冷冻睡眠装置前往未来，希望未来出现的时光机技术能让他返回过去，救下凛音。

#### 冬篇
主人公于22016年从冷冻睡眠装置中苏醒，此时地球已经进入冰川期。主人公在雪地中被凛奈·奥哈拉救起，并被带入人造设施ISLAND中。凛奈让主人公顶替的她失踪的哥哥的身份，主人公得名“切那”，并得到了守卫教会修女莎拉·加兰德的工作。莎拉瞒着教会，定时为没有名牌的儿童送去食物，切那也结识了反抗组织的首领卡莲·库鲁兹。另一方面，凛奈正在收集材料制作时光机试图回到过去改善ISLAND居民的生活，切那也帮助凛奈建造时光机。
一天，因为切那的一句玩笑话，ISLAND发生暴动，莎拉被绑在柱子上烧死，凛奈和切那也被通缉。凛奈、切那、卡莲三人藏匿在制作时光机的工作间内，但很快卡莲患上了煤纹病并死亡。最终，凛奈成功制作出了时光机，并与切那相爱，二人发生了性关系。切那希望凛奈把他送回到他第一次来到ISLAND的时候，打算杀死当时的自己以阻止ISLAND的崩溃，但凛奈违背了他的愿望将他送到了夏篇的开始。

#### 真夏篇
主人公漂流至浦岛并在海滩上苏醒，但未失去记忆。凭借自己的记忆，切那成功拉近了与夏莲和沙罗的关系，解决了她们的问题。切那得知煤纹病是伴X染色体显性遗传病，推断出凛音没有御原家族的血统。他意识到穿越时空前的凛奈就是穿越时空后的凛音，二人最终举办了婚礼。
玩家若在游玩过程中满足了一定条件，则可进入游戏的真正结局。在真结局中，切那得知了真相：切那乘坐的时光机其实仍是冷冻睡眠装置，他并未回到两万年前，而是来到了两万年后的夏天，此时人类文明已经重启。凛奈意识到时光机的真相后乘坐另一台冷冻睡眠装置追随切那来到了夏天，但比切那早苏醒二十余年。凛奈苏醒后，被御原家收养为女仆，并在日后成为了现在的玖音。凛奈在被收留后不久便发现自己怀有身孕，生下了凛音，凛音实际上是主人公切那与凛奈的女儿。此外，在真夏篇之前，切那已经经历了数十次类似的夏与冬的循环。
切那决定再次乘坐冷冻睡眠装置，他希望他在真夏篇做出的与之前循环不同的行动可以改变未来，在未来制造出真正的时光机，让他真正地返回过去，拯救所有的凛音与凛奈。在游戏的最后，主人公在冷冻睡眠装置中苏醒，在雪地中被自称“凛奈·奥哈拉”的女孩救起。
本作的动画版重写了游戏的结局。在动画版中，切那在得知真相后与玖音和好，二人最终结婚，开始蜜月旅行。

## 登場角色

### 主要角色
三千界切那（聲：鈴木達央（電視動畫））
以全裸姿態漂流到浦島的男性，後來被凜音所救並取名三千界切那，之前在御原家工作。最喜歡的食物是刨冰。
在故事開始時已經輪迴數十次。
御原凜音（聲：田村由香里）
浦島御三家中御原家的女兒。興趣是夜晚於自家私人海灘散步，白天幾乎足不出戶。也是幫切那取名的人；實際上是切那與凛奈的親生女兒。五年前曾經失蹤，五年後被發現時失去了所有記憶同時外表沒有產生變化，因此被島民談論是遭遇了神隱，但其實是在暴龍島上所發現的冷凍睡眠裝置中沉睡了五年。曾經聽了紗羅的話，認為自己最愛的切那是被現在的切那所殺，因此划船到暴龍島去想要殺掉切那最愛的人，後來跟趕去救她的切那和好，但在返回浦島的途中為了讓切那活下去而跳海自盡。也因為如此，讓切那決定搭乘冷凍睡眠裝置展開拯救凜音之旅。在切那重新來過之後，切那改變了凜音的一切，陪同凜音拾回被凜音遺忘的事物並前往暴龍島得知她最愛的切那已經去世，她最愛的切那為了拯救她，賭上性命了想把她送回浦島，而切那自己卻化為了骷髏，並替她最愛的切那做了一個墓，並且凜音在她最愛的切那的墓前祈禱希望切那能靜靜的安息。
樞都夏蓮（聲：阿澄佳奈）
浦島御三家中樞都家的長女，17歲的女高中生。，年紀比紗羅稍微年長幾個月。最喜歡的食物是甜餡餅。初次見到切那時，切那是全裸姿態躺在海灘邊，一個不小心踩空絆倒，不巧正好頭是朝切那的下體狀碰上去，經常被切那以下流梗捉弄。為了見上母親一面，開始儲存離開浦島的資金而在御原家打工，之後在哥哥守春的幫助之下和切那離開浦島，前往日本本土去見母親，但是可惜的是，在那時夏蓮的母親已經在一年前的交通事故中去世，失望的夏蓮與切那等人遇上了夏蓮的母親的學生山吹桃香，從山吹桃香口中得知母親生前過得很好，研究成果很成功，聽完此消息後心滿意足與切那搭船返回浦島。在切那重新來過之後，換成是她的同學兼朋友們反取芽衣、鳩間杏、砂田笑里陪同她離開浦島前往日本本土與她的母親見上一面再加上照著切那寫給她的指南去見她的母親的學生山吹桃香，再從山吹桃香得知她母親生前的一切，最後決定報考日本本土的宮浦大學理工學部，並且得到了父親的同意。
伽藍堂紗羅（聲：村川梨衣（遊戲）、山村響（電視動畫））
浦島御三家中浦島神社的巫女，外貌年幼，但實際已經是16歲。很瞭解超自然的事情。認為切那是未來人而想殺掉他。最喜歡的食物是玉米。五年前的火災中失去雙親並交由樞都家照顧，但多次逃離樞都家，目前自己一個人在浦島神社境內搭建的板房居住。五年前的事件實際上是紗羅的爺爺暗中搞的鬼，要紗羅的父母親接受惡魔的儀式，看似患上病的病患減少了許多，實際上是讓剛出生的新生兒置於太陽底下並觀察其眼睛光感變化，如果有特徵的變化出現的新生兒，幾乎都會確定在三歲時發病，並將這些已經確定會發病的新生兒遺棄到不為人知的地方，放任他們的生死，紗羅的爺爺使用這種手段取回伽藍堂家的威信，但最終紗羅的父母親不願紗羅受到牽連，放火燒了自家神社後，紗羅的父母也因此殉情，但是實際上紗羅的母親伽藍堂萬里愛，抱著紗羅躲進了神社的石製玉盒中，才讓母女兩人因此逃過了此劫難，但紗羅的母親丟下紗羅了提早一步離開了現場並隱姓埋名消失了蹤跡，紗羅意外聽到切那與凜音的對話，得知了真相，因此在此放火燒了自己所住的神社，紗羅自己則坐在裡面好讓自己也喪身火窟結束伽藍堂家沾滿鮮血歷史的過去，但是切那奮不顧身闖進火窟中拯救紗羅，切那抱著紗羅打開了5年前一樣是紗羅逃過5年前火災的那個同樣的石製玉盒，一同躲進了進去才再次逃過那場火災，醒來後的紗羅認為自己沒有活著的意義了，但在切那等人的勸說幫助下重新振作並度過17歲的生日。在切那重新來過之後，成功又平安的度過了17歲生日的到來。

### 島關係者
御原玖音（聲：佐藤利奈）
凜音的母親，御原家的現當主。真正的玖音已經過世，目前的玖音是御原典正要求凜奈扮成的。為了不讓別人看出破綻，因而身著連帽衣並且不踏出房間，只用紙條於門縫與人交談。對於浦島有挺深入的了解。
播守太郎（聲：茂木孝允）
島上唯一的警官。，個性溫和。
樞都守繼（聲：小形滿）
夏蓮的父親，浦島的町長。性格保守，不願意看到島上有所改變。起初相當不喜歡切那。
御原典正（聲：宇垣秀成）
御原家的原當主。在妻子玖音過世後，讓當時在家中擔任女傭的凜奈扮成玖音，後來因煤紋病去世。
森須賢治（聲：福松進紗）
森須診療所的老醫師。有重聽的毛病。
有馬雨蘭（聲：冰上恭子）
森須診療所的新人看護婦。實際上是紗羅的母親伽藍堂萬里愛，五年前浦島神社的火災中因為帶著紗羅逃進神社供奉的石製玉盒而存活下來，但紗羅的母親卻丟下紗羅了提早一步離開了現場並隱姓埋名消失了蹤跡，動畫結局短暫出現在三千界切那和凜奈·奥哈拉的婚禮上，躲在後面的樹幹探出頭來看。
反取芽衣（聲：中島唯）
動畫原創角色。夏蓮的高中同學。在切那重新來過之後，受到切那的委託，希望他們能與夏蓮一同離開浦島，前往日本本土好陪她去見她的母親一面，歷史一樣重複了一次，在那時夏蓮的母親已經在一年前的交通事故中去世，夏蓮照著切那寫給她的指南與她的朋友們去見了夏蓮的母親的學生山吹桃香，從山吹桃香口中得知母親生前過得很好，研究成果很成功，聽完此消息後心滿意足與她的朋友們搭船返回浦島。
鳩間杏（聲：高柳知葉）
動畫原創角色。夏蓮的高中同學。在切那重新來過之後，受到切那的委託，希望他們能與夏蓮一同離開浦島，前往日本本土好陪她去見她的母親一面，歷史一樣重複了一次，在那時夏蓮的母親已經在一年前的交通事故中去世，夏蓮照著切那寫給她的指南與她的朋友們去見了夏蓮的母親的學生山吹桃香，從山吹桃香口中得知母親生前過得很好，研究成果很成功，聽完此消息後心滿意足與她的朋友們搭船返回浦島。
砂田笑里（聲：田中貴子）
動畫原創角色。夏蓮的高中同學。在切那重新來過之後，受到切那的委託，希望他們能與夏蓮一同離開浦島，前往日本本土好陪她去見她的母親一面，歷史一樣重複了一次，在那時夏蓮的母親已經在一年前的交通事故中去世，夏蓮照著切那寫給她的指南與她的朋友們去見了夏蓮的母親的學生山吹桃香，從山吹桃香口中得知母親生前過得很好，研究成果很成功，聽完此消息後心滿意足與她的朋友們搭船返回浦島。
御原切那（聲：立花慎之介（電視動畫））
與切那長得非常相似的男性，名字又恰巧與切那同名，御原典正的親生兒子。原本與御原凜音兩人相愛，在凜音的回憶中可看出，5年前正當兩人在海邊的木屋裡時，御原切那的父親御原典正因位反對他們的愛情，並將自己親生兒子推入海中，凜音也因此跳入海中，剛好那時是暴風雨，兩人就這樣漂流到了暴龍島，初期御原切那頭部出血躺在凜音膝蓋上，兩人在暴龍島生活了一段時間，御原切那想盡一切辦法想讓凜音返回浦島，在某一個地方發現了凜奈曾使用過的冷凍睡眠裝置，一步一步瞭解其構造後，便開始行動給了凜音的一碗湯，已事先在湯裡下藥讓凜音睡著，將凜音抱到了冷凍睡眠裝置裡(這也是凜音沉睡了五年的原因)，最後自己也賭上了性命，化為了骷髏，留下了一本日記，最後凜音與切那來到暴龍島上，凜音見到了她最愛的切那化成骷髏的樣子還有看了御原切那生前所寫的日記，那之後哭了一場後，凜音與切那並把御原切那的遺骸埋了起來做成一個墓，凜音並且在她最愛的切那的墓前祈禱希望切那能靜靜的安息。

### ISLAND的住民
凜奈·奥哈拉（聲：田村由香里）
冬篇登場角色。13歲的少女。夢想是製作時光機並改變ISLAND的生活。某一天外出找尋製作時光機的材料時救了穿越之後昏倒在雪地的切那。後來在ISLAND內亂時製造時光機成功，但實際製作出來的其實是冷凍睡眠裝置。在切那利用機器回到過去後本想跟著切那回去，但卻醒得比切那早了24年，由於懷了凜音並且為了生活在御原家擔任女傭。真正的御原玖音死去後，被御原典正要求扮成玖音，之後御原典正也死去後，獨自撫養凜音長大。
卡蓮·庫魯茲（聲：阿澄佳奈）
冬篇登場角色。13歲的少女。沒有身分的無牌者，為了反抗待遇不公的協會成立組織與之對抗。在協會分配糧食時會率領其他沒有名牌的屬下搶奪糧食。最後得了煤紋病死去。由於死前被帶去就醫時，戴上了凜奈的名環（因為無牌者無法使用醫療資源），死後陰錯陽差地被誤認為凜奈的屍體。動畫中一樣死於煤紋病，與切那、凜奈、莎拉等離開ISLAND，途中莎拉因為傷勢過重率先死去，便與切那他們替莎拉做了一個墓後，躲到了凜奈所發現的古遺跡的洞穴，在那臨時的生活中，卡蓮因為煤紋病的緣故在太陽的直射下發病，切那看到卡蓮痛苦的樣子，並提議返回ISLAND去醫院找尋醫生救治她，凜奈也跟著切那返回ISLAND，返回ISLAND後，切那匆忙著單獨揹著卡蓮前往醫院，在途中卡蓮說著切那的背很溫暖有著爸爸的感覺，現在她覺得很幸福，不幸當切那到達醫院病敲著門時，醫生打開門並說卡蓮沒救了，因為她已經死去，切那回頭看著已病逝的卡蓮，落魄著揹著卡蓮的遺體，並將卡蓮的墓建在莎拉的墓旁。
莎拉·加蘭德（聲：村川梨衣（遊戲）、山村響（電視動畫））
冬篇登場角色。協會的修女，樞機卿的女兒。性格仁慈，會分發食物給沒有名牌的孩子們，並認為協會迫害孩子們的行為並不正確。ISLAND內亂時遭誣指為魔女並被燒死。動畫中被協會的人射傷，與切那、凜奈、卡蓮等人離開ISLAND途中，用盡最後的力氣請求他們原諒ISLAND居民們，他們只是太害怕了而已，說完後便在切那懷中死去，切那等人便替莎拉做了一個墓後離去，當卡蓮因煤紋病死去後，切那便把卡蓮的墓建在莎拉的墓旁邊。
涅槃·奧哈拉（聲：楠見尚己）
白髮老人，凜奈的外公。愛喝啤酒。平時於發電站工作。在政變動亂後逃跑，但於之後切那被逮捕並流放時現身。之後兩人一起被流放，最終於雪地中力竭而亡。動畫中則是在政變動亂之後便下落不明。
梅依·丹德里奇（聲：中島唯）
協會的修女，莎拉的屬下。替莎拉擋下協會的人開的槍，而死於沙拉懷中。
安·哈特曼（聲：高柳知葉）
無牌者少女，卡蓮的屬下。被協會的人殘忍的殺害後，裝在一袋一袋的包包中。
艾蜜莉·史奈達（聲：田中貴子）
無牌者少女。被協會的人殘忍的殺害後，裝在一袋一袋的包包中。
樞機卿（聲：松本忍）
莎拉的父親。動畫中在宣言時，被協會大主教派人刺殺身亡。

### 島的外地人
樞都守春（聲：河西健吾）
夏蓮的哥哥。支持夏蓮離開浦島前往日本本土。
樞都夏未（聲：喜多村英梨）
夏蓮和守春的母親。因為某些原因而離開了浦島，是位海洋地質學的研究者，筆名為中宮末治，發表過論文，在一年前因為交通事故而去世，目前已故。
山吹桃香（聲：加隈亞衣）
師從海洋學權威的老師，樞都夏未的學生。追尋著她的踪跡展開海洋學的實地調查而來到浦島。

## 主題曲
片頭曲「Traveler's tale」
作詞：，作曲、編曲：藤田淳平，主唱：riya
片尾曲
作詞：，作曲、編曲：藤間仁，主唱：茶太
大結局片尾曲
作詞：，作曲、編曲：菊地創，主唱：eufonius

## 電視動畫
2016年3月宣佈推出改編電視動畫，2018年3月25日宣布於同年7月播出，6月7日確定於7月1日開始播出。

### 製作人員
- 原作：FrontWing[10]
- 原案：
- 角色原案：空中幼彩
- 監督：川口敬一郎[10]
- 系列構成：荒川稔久[10]
- 角色設計、總作畫監督：川村幸祐[10]
- 美術監督：一色美緒
- 色彩設計：田川沙里
- 攝影監督：中村雄太
- 剪輯：丸山流美
- 音響監督：森下廣人
- 動畫製作：feel.
- 製作：動畫ISLAND製作委員會

### 主題曲
片頭曲
（#01－#07、#11－#12）
作詞：松井五郎，作曲、編曲：白戶佑輔，主唱：田村由香里
第1話為片尾插入。
片頭曲「closing tears」（#09－#10）
作詞：松井五郎，作曲、編曲：白戶佑輔，主唱：田村由香里
片尾曲
「Eternal Star」（#02－#08、#11－#12）
作詞、作曲：Haggy Rock，編曲：悠木真一，主唱：亞咲花
「Marine SNOW」（#09－#10）
作詞、作曲、編曲：Haggy Rock，主唱：亞咲花
插入曲
「Lasting Memories」（#01、#03、#11－#12）
作詞、作曲：金子麻友美，編曲：立山秋航，主唱：御原凜音（田村由香里）
「Purest Summer」（#04）
作詞：宮原康平，作曲：深澤祐貴，編曲：大澤圭一，主唱：樞都夏蓮（阿澄佳奈）
（#05）
作詞、作曲、編曲：松野恭平，主唱：伽藍堂紗羅（山村響）
「Quiet sea」（#08）
作詞、作曲：no_my，編曲：久下真音，主唱：御原凜音（田村由香里）&三千界切那（鈴木達央）

### 各話列表
| 話數         | 標題                                      | 劇本            | 分鏡       | 演出              | 作畫監督                                                         |        |        |        |        |        |        |        |        |        |        |        |        |        |        |        |        |        |        |        |
| ISLAND       | ISLAND                                    | ISLAND          | ISLAND     | ISLAND            | ISLAND                                                           | ISLAND | ISLAND | ISLAND | ISLAND | ISLAND | ISLAND | ISLAND | ISLAND | ISLAND | ISLAND | ISLAND | ISLAND | ISLAND | ISLAND | ISLAND | ISLAND | ISLAND | ISLAND | ISLAND |
| ------------ | ----------------------------------------- | --------------- | ---------- | ----------------- | ---------------------------------------------------------------- | ------ | ------ | ------ | ------ | ------ | ------ | ------ | ------ | ------ | ------ | ------ | ------ | ------ | ------ | ------ | ------ | ------ | ------ | ------ |
| #01          | Stage.01 又與你相見了 Stage.01            | 荒川稔久        | 川口敬一郎 | 藤井貴文          | 高原修司 北村友幸 清水直樹                                       |        |        |        |        |        |        |        |        |        |        |        |        |        |        |        |        |        |        |        |
| #02          | Stage.02 不想讓你後悔 Stage.02            | 荒川稔久        | 島津裕行   | 所俊克            | 清水博幸 佐藤勝行 平馬浩司                                       |        |        |        |        |        |        |        |        |        |        |        |        |        |        |        |        |        |        |        |
| #03          | Stage.03 正確編織夢境的方法 Stage.03      | 堺三保          | 川口敬一郎 | 藤井貴文          | 村上直紀 立田真一 田頭沙織 佐藤元昭                              |        |        |        |        |        |        |        |        |        |        |        |        |        |        |        |        |        |        |        |
| #04          | Stage.04 這個世界充滿祕密 Stage.04        | 網谷正治        | 松下周平   | 松下周平          | 清水直樹 北村友幸 高原修司 佐藤元昭                              |        |        |        |        |        |        |        |        |        |        |        |        |        |        |        |        |        |        |        |
| #05          | Stage.05 因此我相信著你 Stage.05          | 荒川稔久        | 島津裕行   | 高田淳            | 逵村六 田中克憲 實原登                                           |        |        |        |        |        |        |        |        |        |        |        |        |        |        |        |        |        |        |        |
| #06          | Stage.06 只要有你在就足夠了 Stage.06      | 網谷正治        | 川口敬一郎 | 鈴木拓磨          | 坂本裕美 關本美穗 大高雄太                                       |        |        |        |        |        |        |        |        |        |        |        |        |        |        |        |        |        |        |        |
| #07          | Stage.07 明明想要永遠喜歡你 Stage.07      | 荒川稔久        | 島津裕行   | 加藤顯            | 北條真純 大高雄太                                                |        |        |        |        |        |        |        |        |        |        |        |        |        |        |        |        |        |        |        |
| #08          | Stage.08 若還能相見的話 要愛我哦 Stage.08 | 荒川稔久        | 川口敬一郎 | 藤井貴文 池端隆史 | 村上直紀 清水直樹 高原修司 佐藤元昭 立田真一 田頭沙織 古山瑛一朗 |        |        |        |        |        |        |        |        |        |        |        |        |        |        |        |        |        |        |        |
| NEVER ISLAND |                                           |                 |            |                   |                                                                  |        |        |        |        |        |        |        |        |        |        |        |        |        |        |        |        |        |        |        |
| #09          | Recursion.01 又和你見面了呢 Recursion.01  | 堺三保 荒川稔久 | 島津裕行   | 藤井貴文 岩井明香 | 枡田邦彰 川島尚 北村友幸 佐藤元昭 辻上彩華                       |        |        |        |        |        |        |        |        |        |        |        |        |        |        |        |        |        |        |        |
| #10          | Recursion.02 再也不想後悔了 Recursion.02  | 堺三保 荒川稔久 | 島津裕行   | 藤井貴文          | 立田真一 田頭沙織 清水直樹 川島尚 枡田邦彰 木野下澄江            |        |        |        |        |        |        |        |        |        |        |        |        |        |        |        |        |        |        |        |
| ISLAND       |                                           |                 |            |                   |                                                                  |        |        |        |        |        |        |        |        |        |        |        |        |        |        |        |        |        |        |        |
| #11          | Jump01 又見面了 但你 Jump01               | 網谷正治        | 川口敬一郎 | 境橋渡            | 實原登 田中克憲 逵村六                                           |        |        |        |        |        |        |        |        |        |        |        |        |        |        |        |        |        |        |        |
| #12          | Jump02 攜手邁向明天 Jump02                | 荒川稔久        | 川口敬一郎 | 池端隆史          | 佐藤元昭 高原修司 立田真一 田頭沙織                              |        |        |        |        |        |        |        |        |        |        |        |        |        |        |        |        |        |        |        |

### 播放電視台
日本地區於2018年7月1日至9月16日22時00分（UTC+9）於TOKYO MX首播，之後亦在SUN電視台、AT-X、BS富士等電視台播出。中國大陸由bilibili和QQ動漫於21時00分（UTC+8）同步更新一集。但bilibili于2018年7月20日晚间下架，下架原因疑似是20日当天中国大陆央视（CCTV）点名批评bilibili播放“低俗动漫”。而QQ動漫則照常更新。从8月15日起，QQ動漫改名為騰訊波洞，但动漫照常更新。而bilibili则在9月2日起重新上架所有集數，但部分集数的部分画面遭到“修缮”。

### 藍光版
| 卷數 | 發售日期       | 收錄話數                | 規格編號 |
| ---- | -------------- | ----------------------- | -------- |
| 1    | 2018年9月28日  | Stage01~03              | SMIB-33  |
| 2    | 2018年10月26日 | Stage04~06              | SMIB-34  |
| 3    | 2018年11月30日 | Stage07、08 Recursion01 | SMIB-35  |
| 4    | 2018年12月28日 | Recursion02 Jump01、02  | SMIB-36  |

## 評價
ISLAND在2016年Getchu.com舉辦的美少女遊戲大賞中獲得劇本部門第10名。於2016年度「萌系遊戲大賞」獲得主題曲賞。

## 外部連結
- PC版遊戲官網（页面存档备份，存于）（日語）
- PSVita版本遊戲官網（页面存档备份，存于）（日語）
- PS4版遊戲官網（页面存档备份，存于）（日語）
- 電視動畫「ISLAND」官網（页面存档备份，存于）（日語）
- 電視動畫「ISLAND」的X（前Twitter）（日語）
- 電視動畫「ISLAND」的新浪微博（中文）
- ISLAND（動畫）在動畫新聞網百科全書中的資料（英文）
- 《ISLAND》在視覺小說數據庫的頁面（英文）